# Parentiu sudanès
El parentiu sudanès és un esquema usat en antropologia per descriure les relacions familiars de determinades cultures.

## Ús
És el més complex que existeix i s'ha trobat al Sudan, a la Xina i en els antics pobles anglosaxons. No hi ha dos parents que comparteixin un mateix títol familiar, de manera que és un esquema força descriptiu. És propi de societats amb una forta divisió social.